# Velim
Velim (německy Wellen) je obec ležící v okrese Kolín ve Středočeském kraji, asi 8 km severozápadně od Kolína. Žije zde přibližně 2 200 obyvatel. V roce 2011 zde bylo evidováno 771 adres. Součástí obce je i vesnice Vítězov.
Velim je také název katastrálního území o rozloze 12,56 km².

## Historie

### Pravěk a středověk
Katastr obce patří k nejstarším sídlům středních Čech. Archeologické nálezy v lokalitě Skalka dokládají, že Velim byla osídlena od paleolitu. Nejvýznamnější nálezy pocházejí z doby neolitu, kdy se sídliště kultury s lineární keramikou rozkládalo naproti bývalé čokoládovně na ploše závodu BallAerocan.. Souvislé osídlení pokračovalo i v době halštatské, laténské a hradištní. Z období vlády prvních Přemyslovců v 10.-11. století pochází archeology zdokumentované hradiště. Také patrocinium kostela svatého Vavřince svědčí pro původ v této době, i když samotná stavba bývá datována až do přelomu doby románské a gotické, kdy tuto lokalitu vlastnil olomoucký biskup Bruno ze Schauenburku.
První písemná zmínka o obci pochází z roku 1323. V 1. polovině 14. století se stala součástí poděbradského panství. Po vydání tolerančního patentu v roce 1781 v obci sídlila výrazná evangelická menšina obyvatelstva.

### Novověk

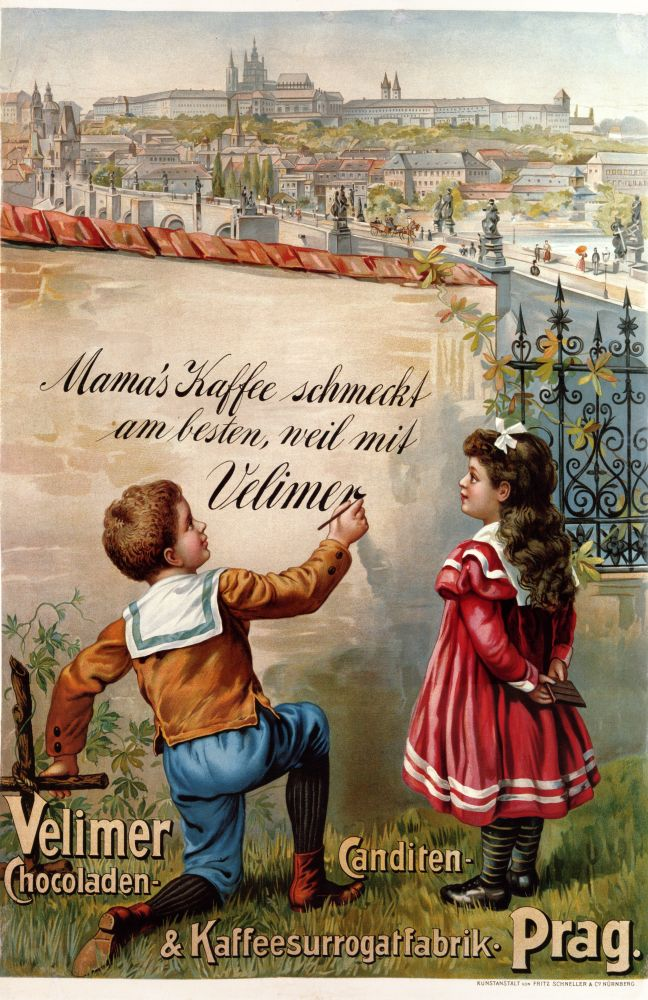
Plakát na Velimskou továrnu, Praha, 90. léta 19. století

Málo významná zemědělská obec nabyla na důležitosti poté, co byla na nedaleko vedoucí olomoucko-pražské železnici (zprovozněné již roku 1845) postavena v roce 1867 zastávka. Velký vliv na to měl potomek maďarské evangelické šlechty, evangelický farář a superintendent české církve helvetské Justus Emanuel Szalatnay. Jeho jméno je spjato i se začátky velimského Akciového cukrovaru, který vznikl ve stejném roce, a místní továrny na čokoládu, cukrovinky a kávové náhražky (1869), na kterých se podílel spolu s bratrancem Janem Pavlem. Ve Velimi postupně vznikla i cementárna (1888), továrna na piana (1920) a navíc dvě cihelny. Roku 1868 zde byl založen Sokol, který se významně podílel na společenském životě v obci. Mezi lety 1850 a 1930 se počet obyvatel Velimi zhruba zdvojnásobil, takže před druhou světovou válkou měla obec přes 2400 usedlých.
Velim proslula především díky továrně na kávové náhražky, cukrovinky a čokoládu. V roce 1892 ji židovská rodina Glaserů převzala od rodiny Szalatnayů. Právě zde byla vyrobena první žvýkačka ve střední Evropě (RICI, 1902) a po první světové válce poprvé produkovány duté celočokoládové figurky, zde i balené a ručně malované. V již znárodněné továrně se pak v letech 1968 až 1994 vyráběla legendární žvýkačka Pedro.
Velimská čokoládovna byla zrušena roku 1994 (výstavný areál však stále stojí), bývalá továrna na piana je nevyužita a na počátku 21. století byla obdivuhodná budova velimského cukrovaru s elegantním novogotickým dekorem dokonce zbořena. Podobně dopadla cihelna při Sokolské ulici, ze které zbyl jen komín. Průmyslové dědictví obce, díky kterému se Velim povznesla do všeobecného povědomí, velikosti a významu, je zatím opomíjeno, nicméně do budoucna skýtá značný potenciál, zvýrazněný polohou Velimi na důležité železnici mezi Prahou a Pardubicemi. Kromě toho je z turistického hlediska atraktivní především katolický kostel sv. Vavřince z 13. století, historická evangelická komunita a přírodní lokality V jezírkách a Skalka u Velimi.
Název obce na Kolínsku měl také svou historii. Do roku 1850 pod názvem Velímě, jako osada obce Velyně v okrese Kolín; od roku 1880 obec Velím v okrese Kolín; od roku 1921 Velim v okrese Kolín, německy Wellen.
V Národním domě přednášel na počátku 20. století i profesor Tomáš Garrigue Masaryk. V létě, 23. června 1901 tam pronesl také projev, který ještě v témž roce vyšel knižně v Praze (Naše politická situace). Velimská přednáška T.G. Masaryka se konala po schůzi realistů (lidové strany pokrokové) a návštěvě císaře v Praze. 

### Územněsprávní začlenění
Dějiny územněsprávního začleňování zahrnují období od roku 1850 do současnosti. V chronologickém přehledu je uvedena územně administrativní příslušnost obce v roce, kdy ke změně došlo:
- 1850 země česká, kraj Pardubice, politický i soudní okres Kolín[14]
- 1855 země česká, kraj Čáslav, soudní okres Kolín
- 1868 země česká, politický i soudní okres Kolín
- 1939 země česká, Oberlandrat Kolín, politický i soudní okres Kolín[15]
- 1942 země česká, Oberlandrat Praha, politický i soudní okres Kolín[16]
- 1945 země česká, správní i soudní okres Kolín[17]
- 1949 Pražský kraj, okres Kolín[18]
- 1960 Středočeský kraj, okres Kolín
- 2003 Středočeský kraj, obec s rozšířenou působností Kolín

### Rok 1932
V obci Velim (2016 obyvatel) byly v roce 1932 evidovány tyto živnosti a obchody:
- Instituce a průmysl: poštovní úřad, telegrafní úřad, četnická stanice, katolický kostel, evangelický kostel, sbor dobrovolných hasičů, výroba cementového zboží, 2 cihelny, továrna na cukrovinky, hospodářské strojní družstvo, továrna na piana, slévárna kovů, lidové stavební družstvo, stavební podnikatelství, strojírna.
- Služby (výběr): 2 lékaři, autodoprava, bednář, biograf Sokol, cukrář, 8 hostinců, kapelník, lékárna, malíř, obchod s mlékem, modistka, obchod s obuví Baťa, pohřební ústav, 14 obchodů se smíšeným zbožím, spořitelní a záložní spolek pro katolickou farní osadu Velim, hospodářské úvěrní družstvo, školka, 2 zahradnictví, zednický mistr, obchod se zvěřinou a drůbeží.

Ve vsi Vítězov (420 obyvatel, samostatná ves se později stala součástí Velimi) byly v roce 1932 evidovány tyto živnosti a obchody: cihelna, hospodářské strojní družstvo, 2 hostince, kolář, kovář, 4 rolníci, 2 obchody se smíšeným zbožím, trafika.

## Osobnosti
- Martin Rohlíček, v letech 1728–1735 byl nositelem biskupského svěcení původní Jednoty bratrské. Ordinován byl D. E. Jablonským[21][22]János Breznay
- János Breznay (okolo 1755–1800) byl evangelickým farářem helvetského vyznání. Do Čech (do Sloupnice) přišel 16. června 1783 z Uher. V období 1784-1788 byl farářem ve Sloupnici, v období 1789-1800 byl farářem ve Velimi, kde 18. května 1800 umírá ve věku 45 let na mrtvici po dlouhotrvající nemoci. Zanechal po sobě manželku Dorotu.
- Justus Emanuel Szalatnay (1834–1910), evangelický duchovní a hlavní hybatel modernizace Velimi
- Primus Sobotka (1841–1925), novinář, překladatel, etnograf
- Adolf Glaser ml. (1855–1928), významný průmyslník, majitel továrny na čokoládu, cukrovinky a kávové náhražky
- František Kalda (1884–1969), germanista, pedagog, překladatel z nizozemštiny, němčiny, afrikánštiny a dalších jazyků
- Jiří Vojtěchovský (1917– 2001), evangelický farář, účastník protinacistického odboje za 2. světové války. Jeho matka pocházela z rodu velimských Sixtů. Jako kazatel působil v evangelickém farním sboru ve Velimi v letech 1946–1950. I po svém odchodu často přijížděl do Velimi, aby zde kázal[23][24]
- Olga Růžičková (1921–2019) – dokumentární režisérka, průkopnice čs. ekofilmu, držitelka 39 filmových cen [25]
- Stanislava Součková (1923–1997), operní pěvkyně
- Tomáš Glaser (1923–1945), stíhací pilot britského královského letectva, později získal hodnost nadporučíka
- Vladimír Karbusický (1925–2002), muzikolog, pedagog a sociolog
- Jiří Škopek (1933–2018), malíř, grafik, restaurátor, keramik, ilustrátor a tvůrce betlémů
- Jaroslav Souček (1935–2006), operní pěvec
- Miroslav Vojtěchovský (1947–2024), narozen ve Velimi, syn faráře Jiřího Vojtěchovského, fotograf a vysokoškolský pedagog

## Pamětihodnosti

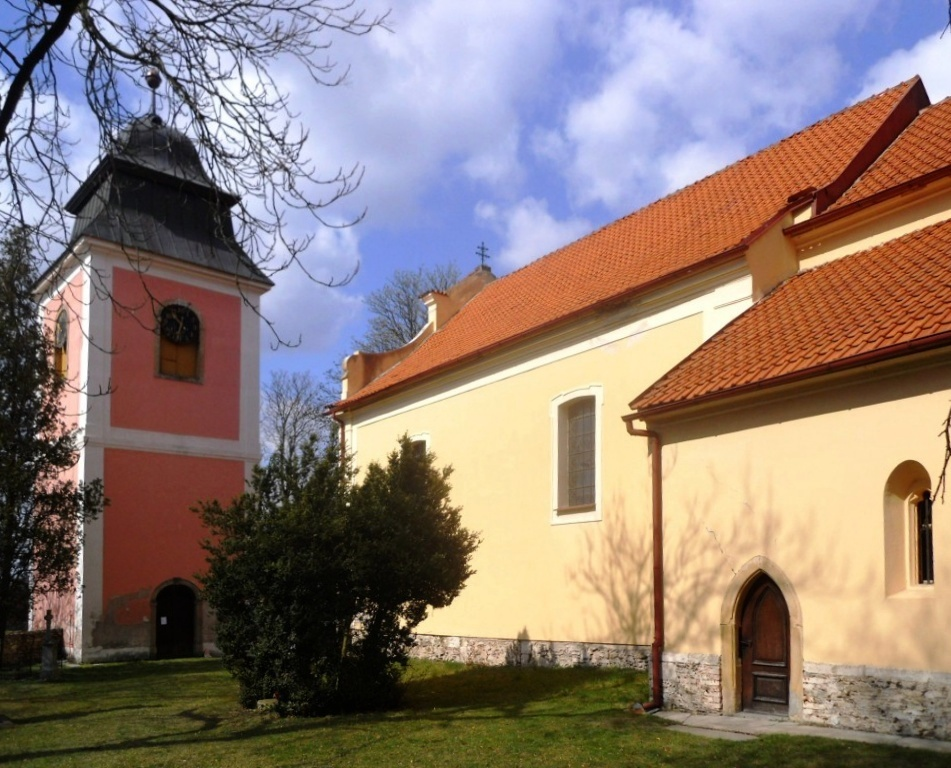
Katolický kostel sv. Vavřince na náměstí

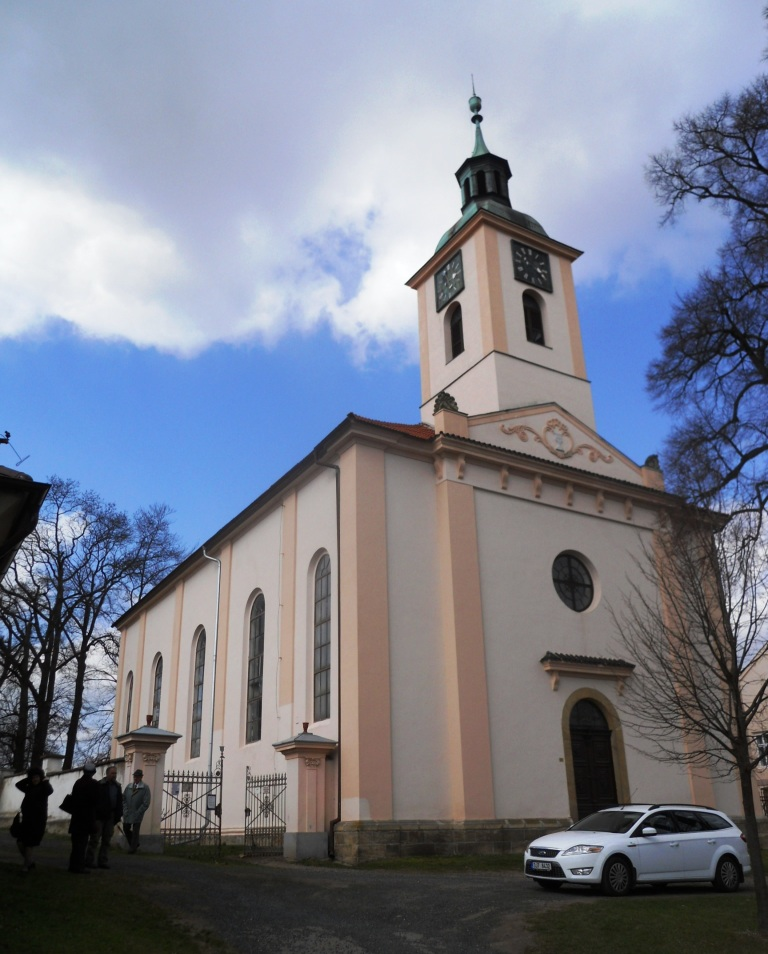
Evangelický kostel z roku 1856

- Kostel svatého Vavřince na východním konci náměstí, původně ze 13. století, přestavěn v raně gotickém slohu počátkem 14. století a znovu před 1408. Někdy po roce 1750 gotické klenby nahrazeny valenou klenbou s lunetami a roku 1771 na hřbitově postavena věž na místě starší dřevěné zvonice. Z raně gotické stavby se zachovala malá okénka, z roku 1408 nápis o posvěcení kostela a sedlový portál do sakristie.[26] Jižně od kostela stojí katolická fara, založená roku 1839, později rozšířená o budovu bývalé školy.[27]
- Evangelický kostel na JZ okraji obce, prostorná stavba s věží v průčelí a s emporami uvnitř postavena 1856 na místě prosté toleranční stavby z roku 1784. Uvnitř cenné barokní lavice ze zrušeného kostela sv. Marie Magdaleny na Malé Straně v Praze.[26] Na sever od kostela stojí pseudogotická budova evangelické fary z roku 1871.[28]
- Areál Velimské továrny na čokoládu, cukrovinky a kávové náhražky v Palackého ulici vedle železnice. Založena roku 1869 uherskou rodinou Szalatnayů. Roku 1892 ji koupila židovská rodina Glaserů. Továrna je proslulá první výrobou žvýkaček (nejen) v Rakousko-Uhersku od roku 1902, v meziválečném období dutými celočokoládovými figurkami a malými čokoládami s pohádkou tištěnou na obalu, které pokračovaly také po roce 1945. Žvýkačkami Sevak a především Pedro se výroba proslavila od druhé poloviny 60. let 20. století.[29] V roce 1937 v něm pracovalo 400 až 500 zaměstnanců. Úspěšný podnik, součást českého kulturního a hospodářského dědictví, který přežil dvě světové války i dva totalitní systémy, vydržel v nové éře svobodného podnikání jen pár let. V roce 1992 byl v rámci kupónové privatizace prodán švýcarskému potravinářskému gigantu Nestlé, který zde po dvou letech zrušil výrobu, se zdůvodněním, že neodpovídá portfoliu jejich výrobků. Výroba oblíbených žvýkaček byla přesunuta do závodů LIPO v Liberci a tam později zrušena.[11] Dnes je architektonicky hodnotný areál bývalé čokoládovny sídlem menších firem, díky čemuž je jeho většina alespoň stále v zachovalém stavu. Továrna je dominantou Velimi a skládá se z několikrát přestavovaných utilitárních staveb a dalších přístaveb, přičemž působivá je především hlavní budova s věží a klasicizujícími lizénami, zformovaná do dnešní podoby ve dvacátých letech 20. století. Zajímavý je i 35 metrů vysoký kruhový komín. V prostorech ležících naproti přes Palackého ulici bývaly především sklady, z nichž se zachoval jen jediný, který je dnes v dobrém stavu. Do této části areálu patřil také dům při silnici, postavený ve stylu klasicizujícího rondokubismu.
- Dnes již zbouraná továrna na piana v Tylově ulici byla původně firmou na výrobu dřevěných beden a houpaček, založenou Václavem Rubešem v roce 1908. Po první světové válce zde pražská továrna Lada vyráběla marmeládu, sušenou zeleninu a cukrovinky. Od roku 1920 tu začal Josef Brož vyrábět piana, zatímco jeho bratr vedl hlavní podnikový závod v Praze, ve Spálené ulici. Po druhé světové válce byl podnik začleněn do národního podniku Továrna na piana se sídlem v Hradci Králové. Na tomto místě obec staví kluziště.[30]
- Komín bývalé cihelny v Sokolské ulici jižně od Velimi. Tento 49 metrů vysoký komín je posledním pozůstatkem zbořené továrny Matěje Součka a Jana Strnada, postavené na přelomu 19. a 20. století.[31]
- V jezírkách – přírodní památka severně od Velimi s orchidejovými loukami a dalšími ohroženými rostlinami a živočichy. Vyhlášena roku 1987, výměra 2,89 ha.  [32]
- Skalka u Velimi (Němečkův lom) – přírodní památka ležící východně od Velimi. Důležitá pro dobře zachovalou druhohorní mořskou faunu. Vyhlášena roku 1987 s výměrem 0,2 ha (celková rozloha lokality je 1,75 ha)Dále je také známa pod pojmy tzv. České Finsko kvůli vzhledu místa připomínající Finské podnebí.[33]
- Na severovýchodním okraji vesnice se dochovaly archeologické pozůstatky hradiště Skalka ze střední doby bronzové.[34]
- Na neolitickém sídlišti na severním okraji Velimi bylo archeologicky prouzkoumáno pravěké sídliště osídlené příslušníky kultury s lineární keramikou.[35]

## Doprava
Dopravní síť
- Pozemní komunikace – Do obce vedou silnice III. třídy. Ve vzdálenosti 1,5 km je silnice I/38 Havlíčkův Brod - Kolín - Nymburk - Mladá Boleslav, ve vzdálenosti 2,5 km je silnice I/12 Praha - Kolín.

- Železnice – Obec Velim leží na železniční trati Praha–Kolín. Je to dvoukolejná elektrizovaná celostátní trať zařazená do evropského železničního systému, součást 1. koridoru, doprava byla zahájena roku 1845, po trati lze jezdit rychlostí 160 km/h. Ze stanice Velim odbočuje spojovací kolej na Železniční zkušební okruh u Velimi, zkušební trať prochází okrajem katastrálního území obce.

Veřejná doprava
- Autobusová doprava – Do roku 2019 byly v provozu příměstské autobusové linky 230 055 (Kolín – Nová Ves I – Chotutice) a 230 056 (Kolín – Velim – Poděbrady). Od 1. ledna 2025 byly v rámci začlenění oblasti do systému Pražské integrované dopravy do obce zavedeny nové linky 675 (Pečky – Velim – Kolín) a 679 (Poděbrady – Velim – Kolín). (dopravce ČSAD POLKOST, spol. s r.o.)

- Železniční doprava – Obcí prochází elektrizovaná trať Praha – Česká Třebová, která je součástí I. železničního koridoru. V železniční stanici Velim zastavují vlaky linky S1 (Praha – Kolín) systému Esko, které zajišťují přibližně hodinové spojení s Kolínem a Prahou po celý den. V roce 2011 zastavovalo v pracovních dnech 30 párů osobních vlaků, o víkendu 23 párů osobních vlaků.

## Galerie obrázků

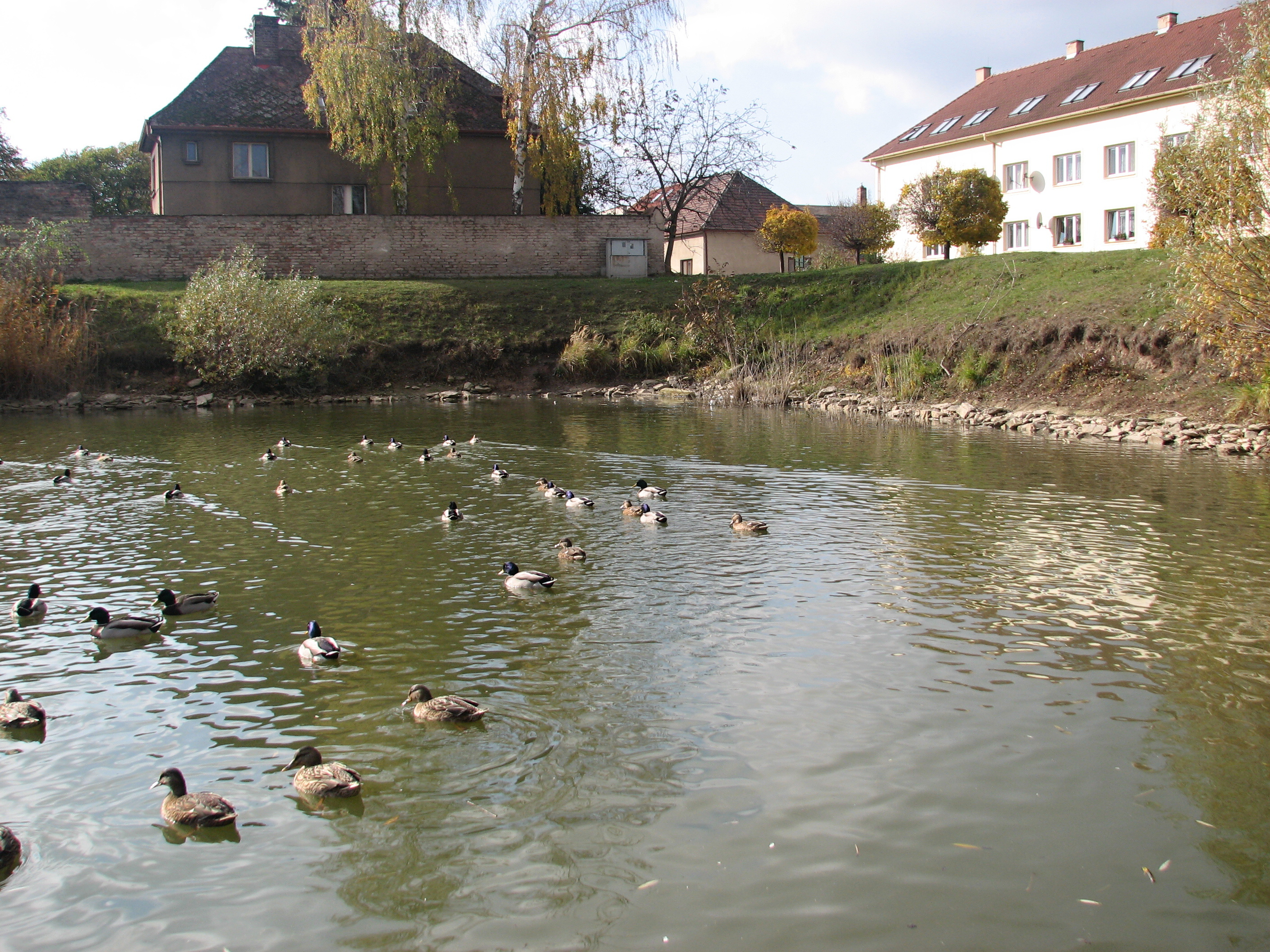
Artéská studna a nádrž ve Velimi
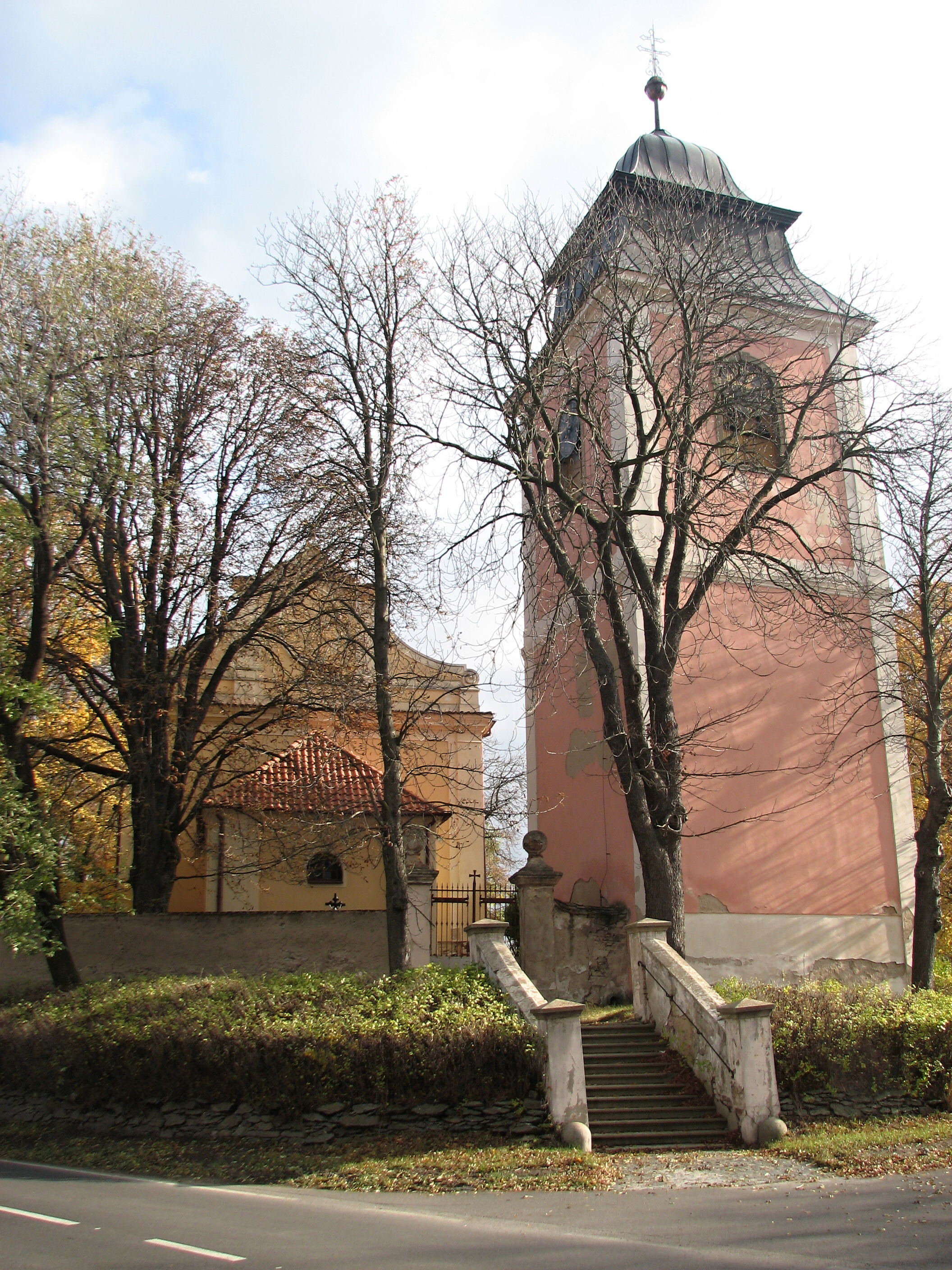
Katolický kostel sv. Vavřince ve Velimi
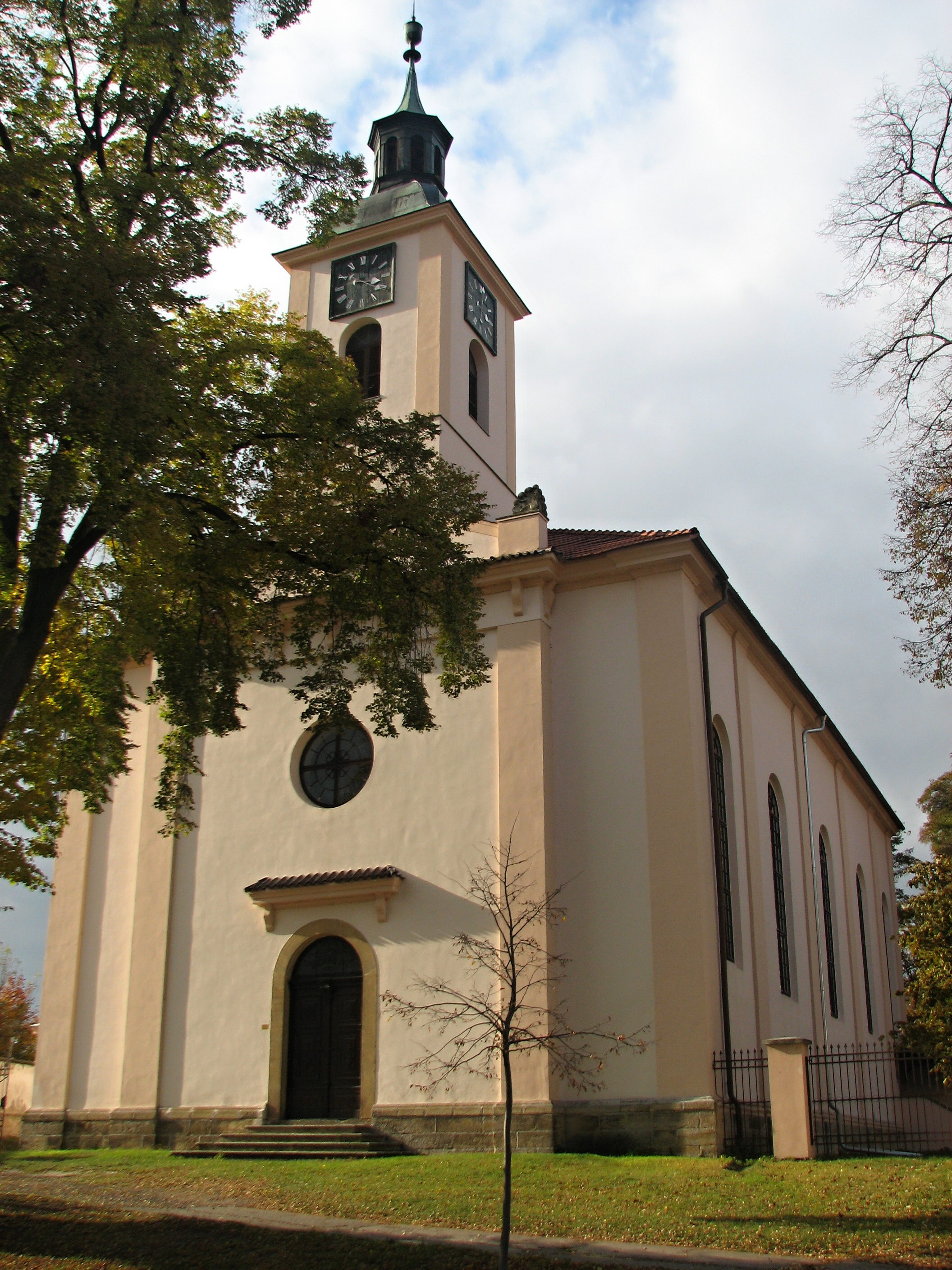
Evangelický kostel ve Velimi
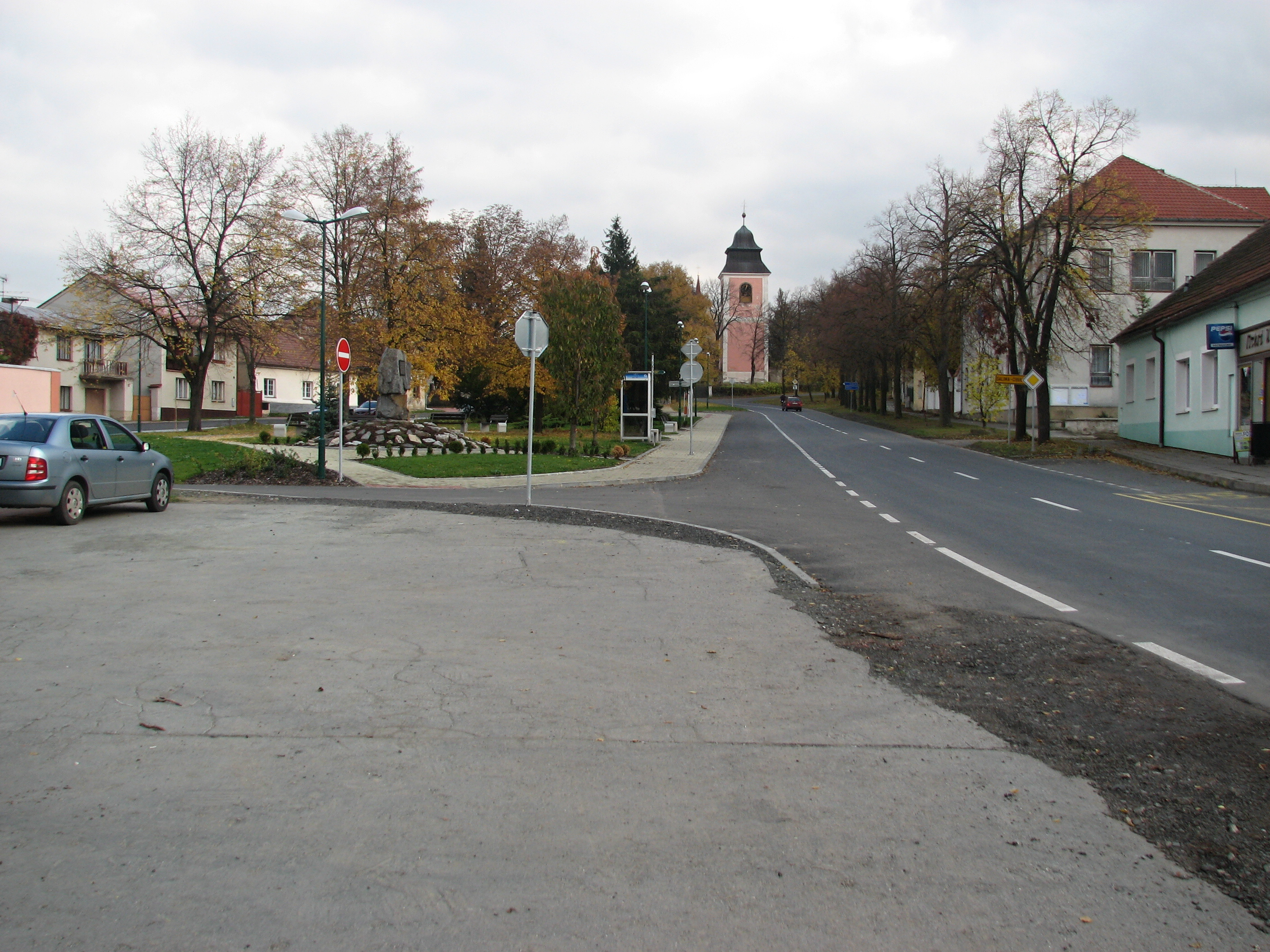
Náměstí Obránců míru ve Velimi (1)
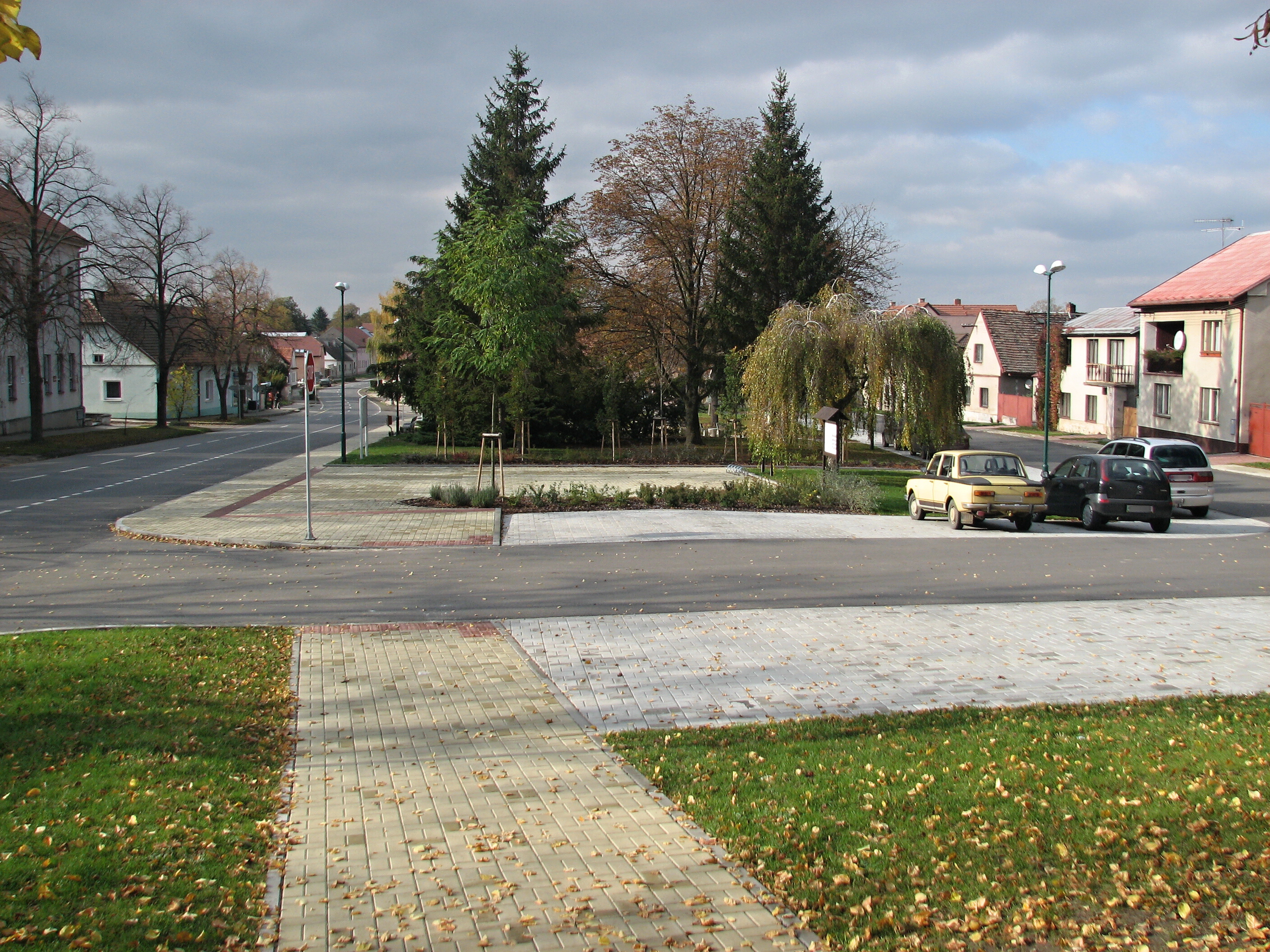
Náměstí Obránců míru ve Velimi (2)
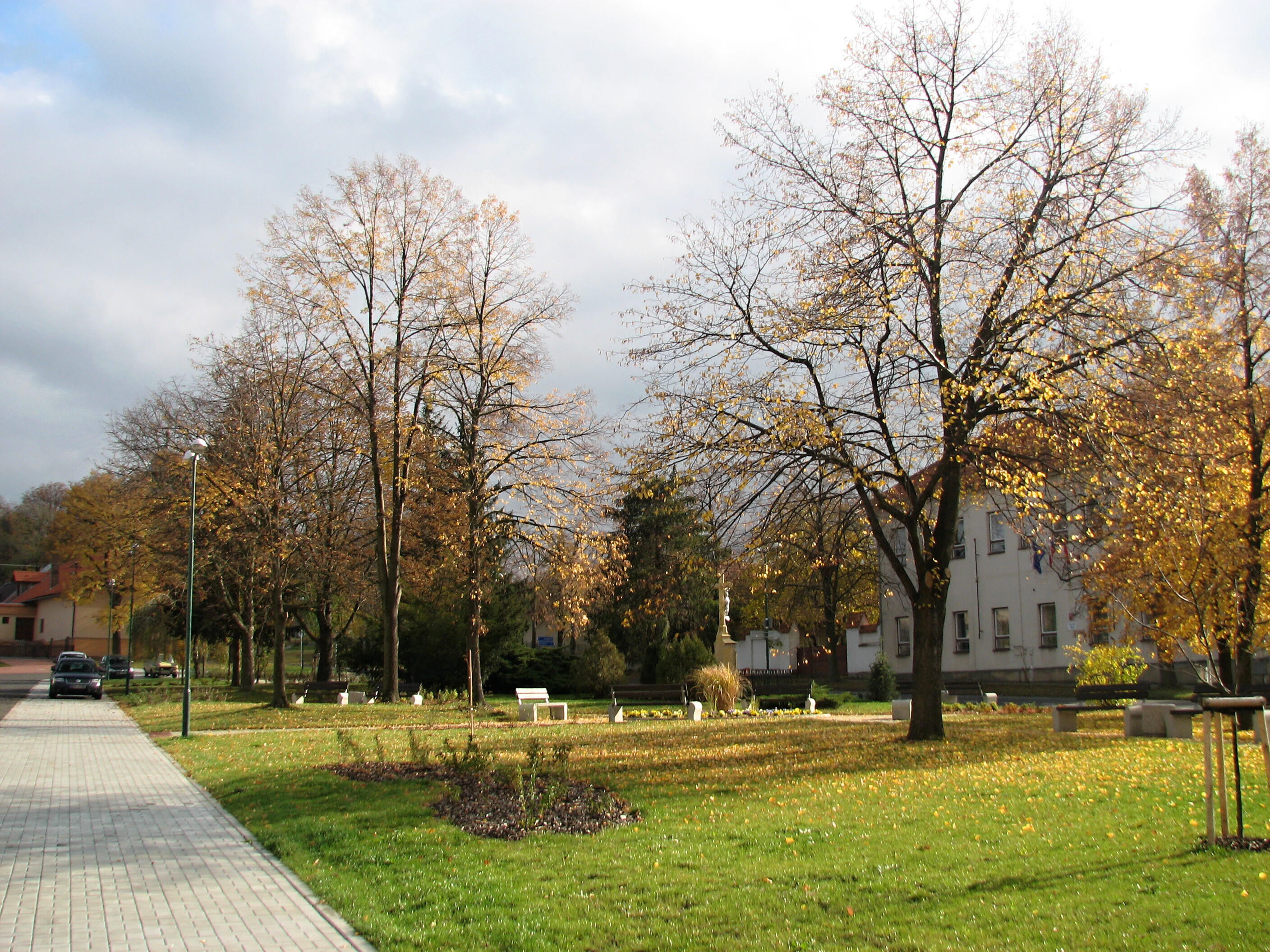
Náměstí Obránců míru ve Velimi (3)